# Béla király kútja
Béla király kútja (a török időkben Király-kút, Király-forrás) Budapest XII. kerületében a Béla király út 30. szám alatt található. Nevét Döbrentey Gábor egészítette ki a Béla előnévvel. A forrás egy oromzatos épületben ered, melynek ormában Kois Pál emléktáblát helyezett el 1847-ben. A kút forrása egy 20 méter hosszú boltozott folyosó végén lévő forrásaknában van, ahol a felszín alatt, 3,4 méter mélyen ered. A víz hőfoka 7,5-8 °C, oldott anyag tartalma 796 mg/l, kalcium- és magnéziumion tartalma pedig jóval nagyobb a Városkút vizénél. Béla király kútjának vizét - akárcsak a Városkútét és a Svábforrásét - már a 15. században a budai Várba vezették.